# Toe-loop
Toe-loop, toe loop, toeloop – skok wykonywany w łyżwiarstwie figurowym w konkurencjach jazdy indywidualnej (soliści, solistki) oraz par sportowych, odmiana rittbergera. Należy do grupy skoków kopanych (ang. toe jumps), czyli oddawanych poprzez odbicie z użyciem ząbków łyżwy. Jest jednym z najłatwiejszych skoków łyżwiarskich. 
Toe-loop rozpoczyna się z najazdu tyłem, z zewnętrznej krawędzi prawej łyżwy, po czym ląduje się na tej samej zewnętrznej krawędzi. Może być wykonywany w kombinacji od razu po poprzednim skoku. Toe-loop rozpoczynany i kończony na krawędzi wewnętrznej nosi nazwę toe-valley i jest traktowany na równi z klasycznym toe-loopem.
Skok ten po raz pierwszy zaprezentował Amerykanin Bruce Mapes i było to w latach 20. XX wieku. Pierwszym mężczyzną, który wykonał poczwórnego toe-loopa, był Kurt Browning na Mistrzostwach Świata 1988, zaś pierwszą kobietą Aleksandra Ignatowa na Mistrzostwach Świata Juniorów 2018.